# Hortus Musicus

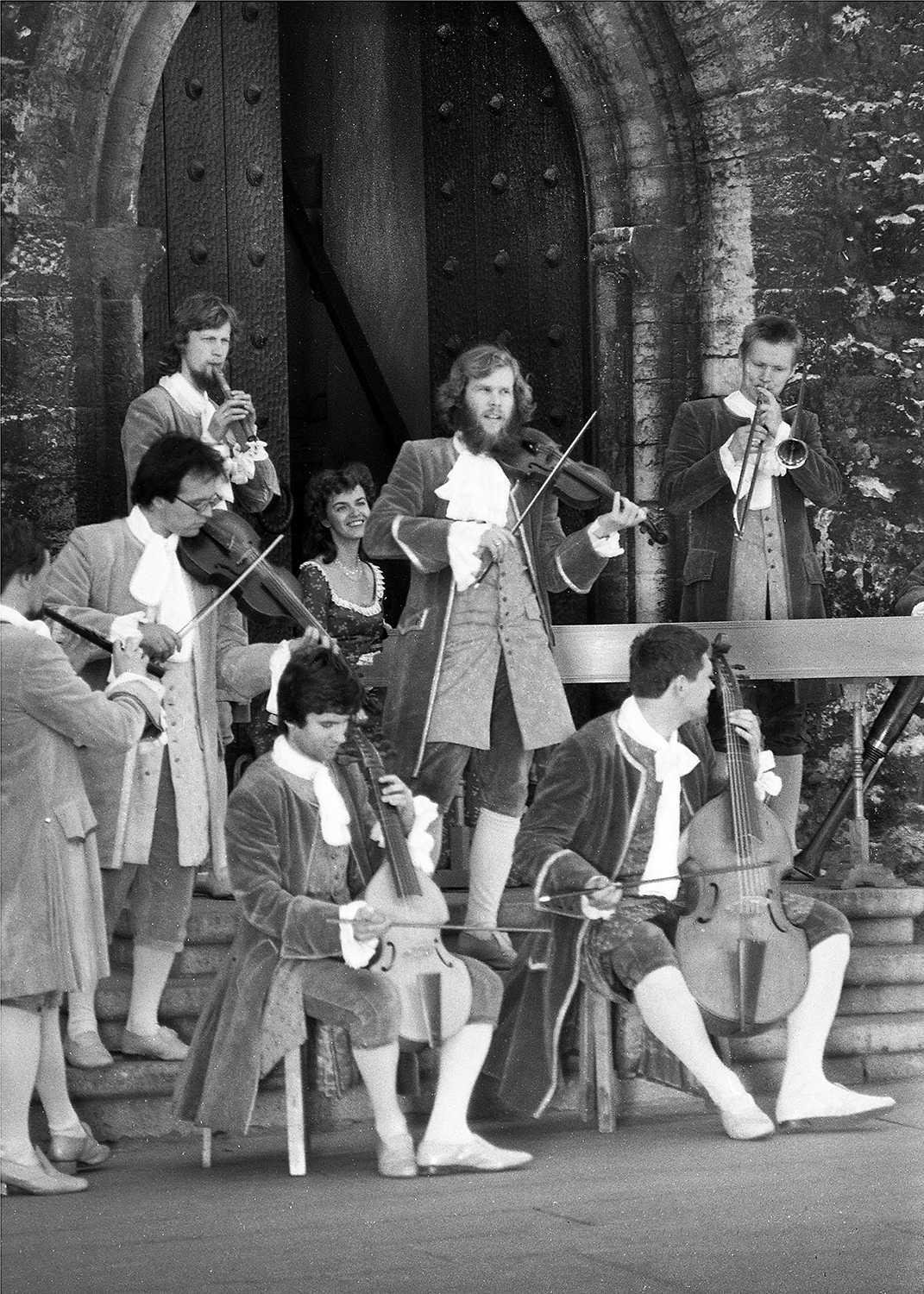
Hortus Musicus (1985)

Hortus Musicus (с лат. — «Музыкальный сад») — эстонский музыкальный ансамбль, созданный в 1972 по инициативе Андреса Мустонена (род. 1953), тогдашнего студента Таллинской консерватории по классу скрипки, ныне — дирижёра и руководителя ансамбля.

## Общая характеристика

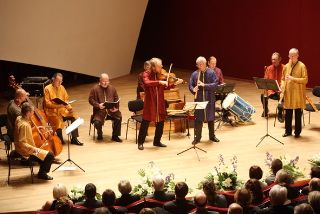
Hortus Musicus (Luxembourg, 2008)

В основе репертуара Hortus Musicus — западноевропейская музыка IX—XVII вв. Кроме того, ансамбль исполняет традиционную (профессиональную) музыку Индии, Армении и ближнего Востока, сочинения современных композиторов, в том числе написанные специально для ансамбля (Арво Пяртом, Лепо Сумерой, Э.-С.Тююром, Виктором Суслиным, Александром Рабиновичем-Бараковским).
В 1974 г. Hortus Musicus записал первый диск, посвящённый григорианскому хоралу. В дальнейшем ансамбль выпустил ещё около 35 альбомов (дисков). Hortus Musicus побывал с концертами в большинстве стран Европы, в США, Израиле, Японии, участвовал в крупнейших международных фестивалях. В 2000-х годах ансамбль чаще выступает (в том числе в Москве) с программами, в которых намеренно смешаны образцы старинной, традиционной и современной композиторской музыки.

## Рецепция
Ансамблю посвящено стихотворение поэта Алексея Афонина, начинающееся строчками:
 старая музыка с ветром и песком

 кидается в зал со сцены

 как уссурийский тигр

 громадная

## Состав

### Инструменталисты
- Андрес Мустонен — скрипка, крумхорн, флейта
- Вальтер Юргенсон (Valter Jürgenson) — тромбон
- Тынис Куурме (Tõnis Kuurme) — крумхорн, флейта, фагот
- Имби Тарум (Imbi Tarum) — клавесин
- Имре Ээнма (Imre Eenma) — смычковые
- Иво Силламаа (Ivo Sillamaa) — клавесин, орган

### Вокалисты
- Хелле Мустонен (Helle Mustonen) (†) — сопрано
- Марье Тралла (Marje Tralla) — альт
- Йоосеп Вахермяги (Joosep Vahermägi) — тенор
- Яан Ардер (Jaan Arder) — баритон
- Рихо Ридбек (Riho Ridbeck) — бас, перкуссия

## Дискография

### Грампластинки, выходившие на «Мелодии»
- 1975 — Григорианский хорал / Ранняя полифония («Тысяча лет музыки», вып. 1) (Мелодия C 10-06499-00)
- 1975 — «Ludus Danielis» («Действо о Данииле») («Тысяча лет музыки», вып. 2) (Мелодия C 10 07015-16)
- 1977 — Светская музыка Италии XIV в. (Мелодия C 10 07933-34)
- 1977 — Ландини: баллаты, мадригалы, каччи (Мелодия C 10 07935-36)
- 1979 — Светская музыка Франции XVI в. (Мелодия C 10 14027-28)
- 1979 — Светская музыка Франции и Италии XII—XIV вв. (Мелодия C 10 15085-88) — 2xLP
- 1982 — Музыка Италии XVI—XVII вв. (Мелодия C 10 19277-78)
- 1982 — Из югославских рукописей X—XII вв. (Мелодия C 10 19383-84)
- 1984 — Музыка Франции XVI—XVII вв. (Мелодия C 10 20873-74) (LP)
- 1985 — Банкьери: «La Pazzia Senile» («Чудаковатая старость»), мадригальная комедия 1607 г. (Мелодия C 10 21697-98)
- 1986 — Сюита из коллекции танцев г. Лёвен (Мелодия С 10 24423-24)
- 1986 — Гийом Дюфаи / Жиль Беншуа (Мелодия С 10 24851-52)
- 1987 — Музыка Хорватии XI—XIV вв. (Мелодия C 10 25089-90)
- 1988 — Танцевальная музыка Германии эпохи раннего барокко (Мелодия C 10 28029-30)
- 1988 — Итальянские танцы XIV в. / Литургическая драма «Tractus stellae» (Мелодия C 10 28697-98)

### Компакт-диски

#### Компиляции, переиздания
- 1989 — 1200—1600 Medieval — Renaissance (CD1: instrumental music, CD2: vocal music) (Erdenklang 40692)
- 1994 — Gregorianische Choräle -Plainchants- (Erdenklang 40712)

#### Оригинальные записи старинной музыки
- 1991 — Vasakungarnas hov (The Royal Court of the Vasa Kings) (Musica Sveciae, MSCD 202)
- 1995 — Vuestros Amores, He Señora (Erdenklang 50792)
- 1996 — Ave… (Erdenklang 61142)
- 1997 — Maypole (Erdenklang 70982)
- 2005 — Ave… (Estonian Record Productions 805)
- 2018 — Jerusalem (Estonian Record Productions 10318)
- 2018 — canto:) (Estonian Record Productions 10518)
- 2020 — Messe de… Carmina Burana (Estonian Record Productions 11720)

#### Записи произведений современных композиторов
- 1995 — Peeter Vähi: 2000 years after the birth of Christ (с участием Kaia Urb, The «Bad» Orchestra etc.) (Antes Edition Classics BM-CD 31.9059)
- 1997 — Peeter Vähi: To his highness Salvador D. (с участием Ivo Sillamaa, Camerata Tallinn etc.) (Antes Edition Classics BM CD 31.9086)
- 1998 — René Eespere: Concerto Ritornello, Flute Concerto, Viola Concerto (с участием Ülo Kaadu, Maano Männi, Neeme Punder, Jouko Mansnerus) (Antes Edition Classics BM-CD 31.9129)
- 2011 — Early Music of 3rd Millennium: Александр Кнайфель, Эркки-Свен Тюйр, Пеэтер Вяхи, Арво Пярт, Валентин Сильвестров, Гия Канчели. (Estonian Record Productions 4611)
- 2020 — Hommage à brillance de Lune (Estonian Record Productions 11920)